# Kawęczyn (Dębica)
Kawęczyn – dawne miasto (1879–1890), od 1927 południowo-zachodnia część Dębicy nad Potokiem Wolickim. Obecnie Kawęczyn stanowi część Osiedla Kawęczyn-Pana Tadeusza, jednostki pomocniczej miasta Dębicy.
Na terenie Kawęczyna znajduje się firma oponiarska „Stomil”, Zakłady Mięsne z dzielnicą przemysłową, Szpital Powiatowy, Dom Pomocy Społecznej, dwie szkoły, dom kultury wraz z kinem „Kosmos” oraz klub sportowy „Wisłoka”

## Historia
Kawęczyn figuruje jako miasteczko w latach 1879–1890. W 1880 roku liczył 1264 mieszkańców.
Po utracie statusu miasteczka w 1890 roku stał się jednostkową gminą wiejską w powiecie ropczyckim, od 1920 w województwie krakowskim. W 1921 roku liczył 1520 mieszkańców.
1 kwietnia 1927 Kawęczyn włączono do Dębicy, a gminę Kawęczyn rozwiązano formalnie 20 lipca 1927.

## Znani ludzie
W mieście Kawęczynie urodził się 18 września 1886 Michał Urbanek, polski nauczyciel filolog, pedagog, harcmistrz, działacz oświatowy, harcerski i społeczny, podczas II wojny światowej organizator tajnego nauczania.